# Distrito 5 (Cidade de Ho Chi Minh)
O Distrito 5 (em Vietnameita:Quan 5) é um dos 24 distritos da Cidade de Ho Chi Minh, no Vietnam. Está localizado na zona central da cidade . Com uma área total de 4,27 km², o distrito tem uma população de 175 217 habitantes, de acordo com dados de 2010.  Está incluso entre os distritos que compõem a região interna da cidade.